# Gottlieb Berendt
Gottlieb Berendt (født 4. januar 1836 i Berlin, død 27. januar 1920 i Schreiberhau) var en tysk geolog. 
Berendt studerede bjergværkslære i Berlin og offentliggjorde 1863 en afhandling om Mark Brandenburgs diluvialaflejringer, hvori findes det første geologiske kort over denne egn. I de følgende år udførte han geologiske kortlægningsarbejder i Øst- og Vestpreussen. I 1874 knyttedes han til den preussiske geologiske undersøgelse, og 1875-1911 var han professor ved Berlins Universitet. Berendt har offentliggjort en del geologiske afhandlinger, der særlig omhandler egnen omkring Berlin.